# Compósitos de matriz geopolimérica e madeira
Os compósitos de matriz geopolimérica, do inglês “geopolymer bonded wood composite” (GWC), é alternativa aos compósitos de cimento e madeira. O GWC é formado por uma matrix geopolimérica e fibras e/ou partículas de madeira. A proporção madeira e geopolímero, utilizada para formar esse material, influencia diretamente as propriedades químicas, mecânicas e ópticas do produto final. A principal função das fibras e/ou partículas de madeira na matrix geopolimérica são:
- redução do peso[1]
- redução da condutividade térmica do material[2]

A principal função da matriz geopolimérica está relacionada a sua capacidade de aglutinar as fibras de madeira. Além disso, a matrix geopolimérica possui boa resistência ao fogo  e proporciona as fibras e/ou partículas de madeira resistência mecânica. A matrix geopolimérica diminui também a capacidade da madeira em absorver umidade e por consequência aumenta a resistência do material, como um todo, contra ataques por agentes xilófagos.
O fato de a matriz geopolimérica ser principalmente produzida a partir de resíduos industriais sólidos (ex.: cinzas volantes da queima do carvão, escória da indústria metalúrgica, etc) faz com que esse material apresente vantagem sobre outros compósitos minerais com madeira. No entanto, o desenvolvimento destes materiais se encontra em fase de pesquisa e desenvolvimento.
Algumas das principais dificuldades na produção e comercialização destes compósitos são a padronização de suas matérias primas (ex.: silicato de alumínio) e os custos envolvidos na ativação da matriz geopolimérica. Atualmente, o aglutinante metacaulim se apresenta como a principal fonte para produzir GWC.

## Usos
As propriedades inerentes da matriz geopolimérica e a incorporação de fibras e/ou partículas de madeira neste compósito possibilitam a produção de materiais de construção a partir de recursos secundários (resíduos). O produto final pode ser caracterizado como de baixo peso, com boa capacidade isolamento térmico e acústico e ainda pouco inflamável. O GWC pode servir como um regulador de temperaturas ambientes e do microclima interior, absorvendo a umidade quando a umidade do ar é alta e retornando a umidade ao ambiente em período mais secos do dia/ano, melhorando, assim, o conforto higrotérmico do edifício.